# Grand phare de l’Île de Sein

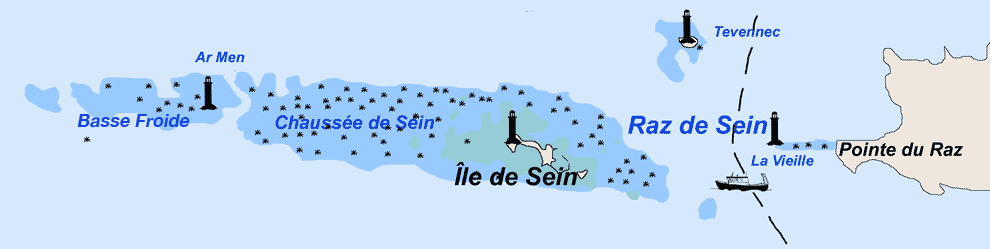
Position des Leuchtturms

Grand phare de l’Île de Sein ist der Name eines zwischen 1950 und 1951 erbauten Leuchtturms auf der Insel Sein im Atlantischen Ozean nahe der westlichen Küste der Bretagne im Département Finistère. Der Bau eines neuen Leuchtturms wurde notwendig, nachdem der erste Turm von 1839 während des Zweiten Weltkriegs 1944 zerstört wurde. Er besitzt eine Tragweite von 29 Seemeilen. Der Leuchtturm ist seit dem Jahr 2015 als Monument historique eingestuft.

## Geschichte
- 1839 Bau des ersten Leuchtturms auf Sein mit einer Höhe von 43 Metern
- 1876 werden die oberen 12 m des Turms schwarz bemalt
- 1896 Installation einer Äthergaslampe
- 1911 wurde ein Funkturm, der mit dem Kennzeichen S••• auf einer Wellenlänge von 150 Metern (2 MHz) sendete, errichtet.
- Durch den Bau eines Kraftwerkes konnte die Lichtanlage 1935 auf elektrischen Strom umgestellt werden.
- Am 4. August 1944 wurde der Leuchtturm von deutschen Truppen zerstört, nachdem die Optik abmontiert wurde.

## Aktueller Leuchtturm
Am 16. Februar 1951 nahm der neue Turm – auf einer zylindrischen Konstruktion aus Stahlbeton erbaut – den Betrieb auf.
Im Inneren des Turms befindet sich ein Kraftwerk und eine Meerwasserentsalzungsanlage, um die Insel mit Strom und Trinkwasser zu versorgen.

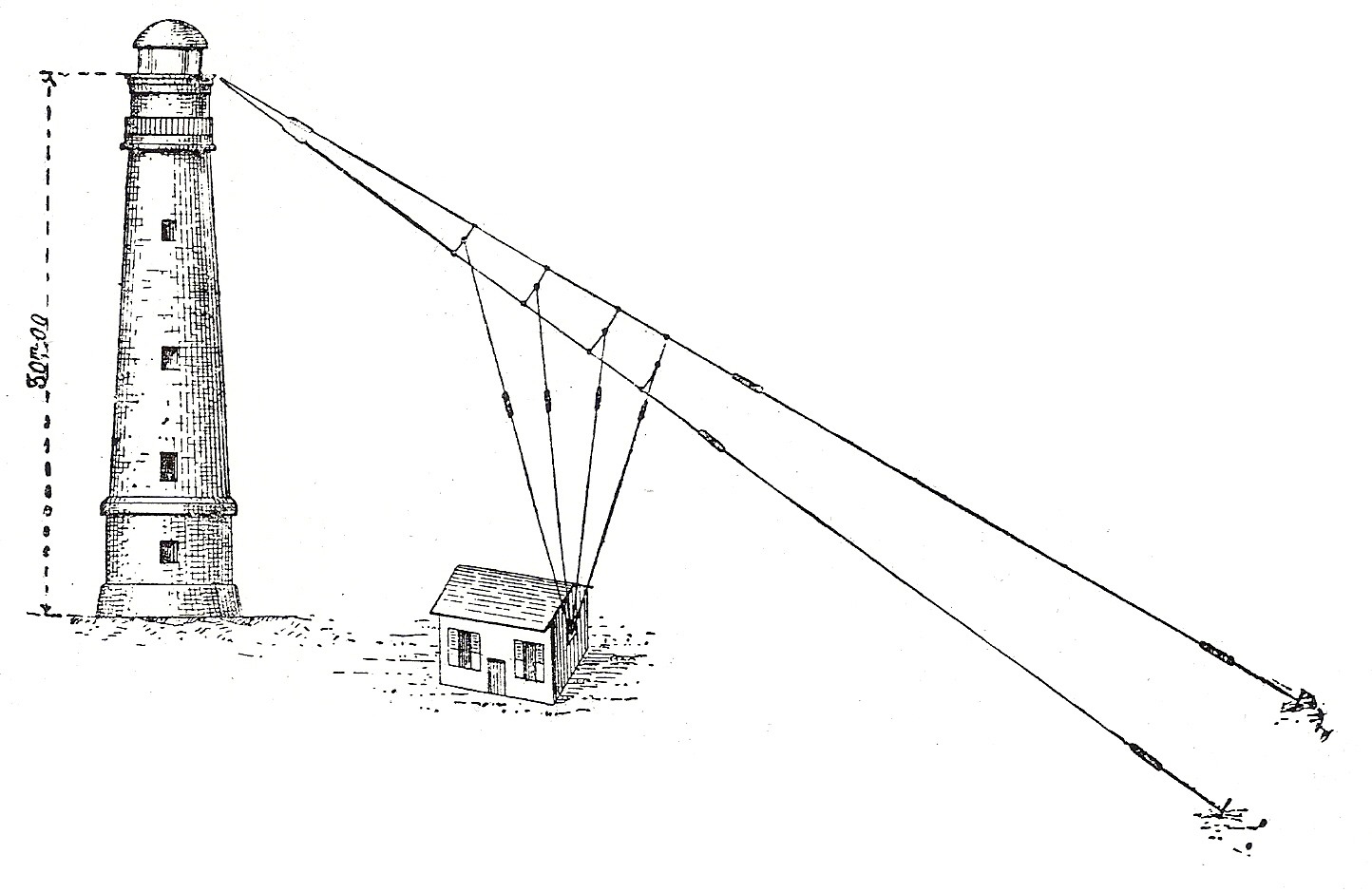
Funkantenne 1911
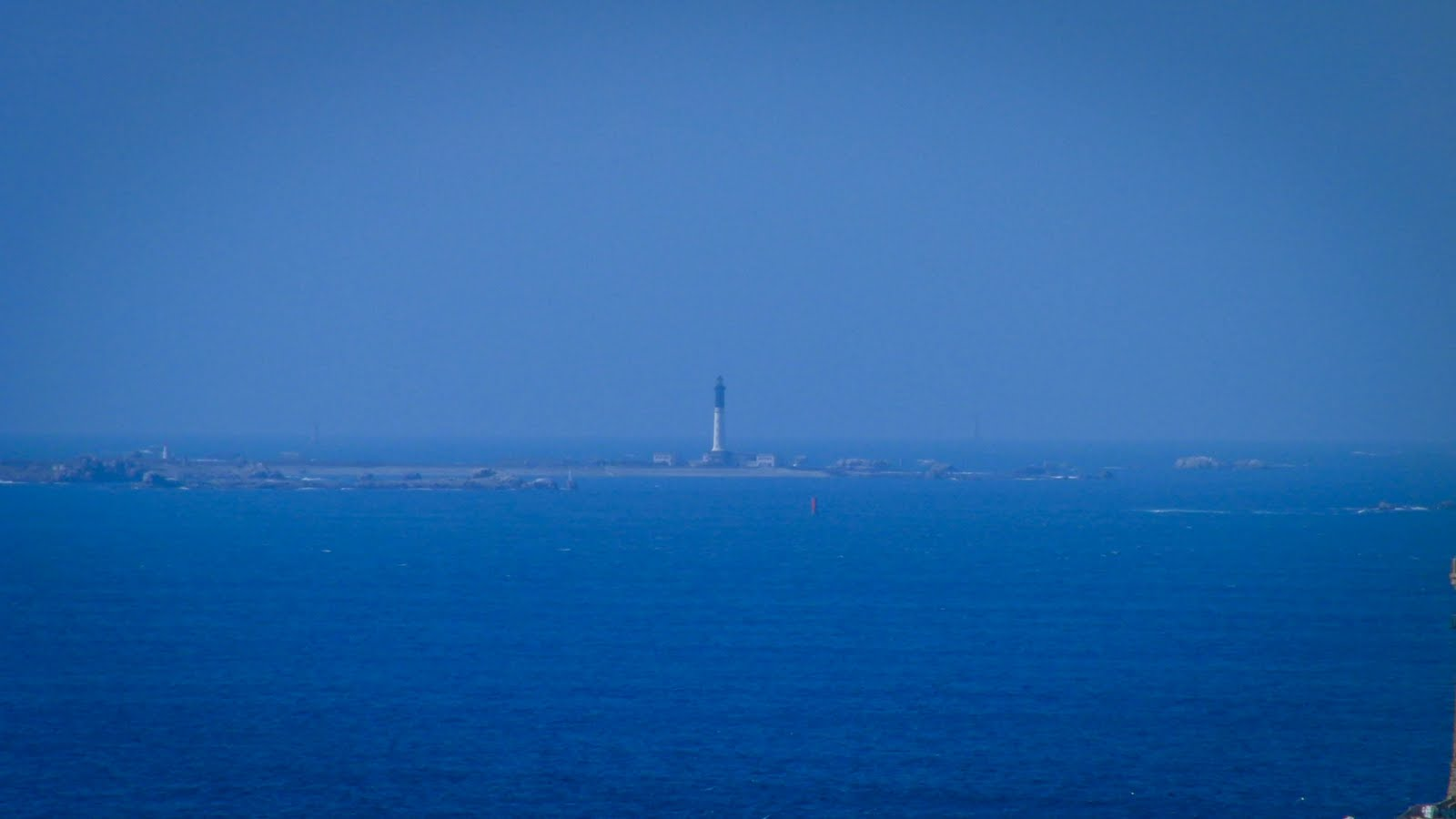
Sein vom Pointe du Raz aus gesehen
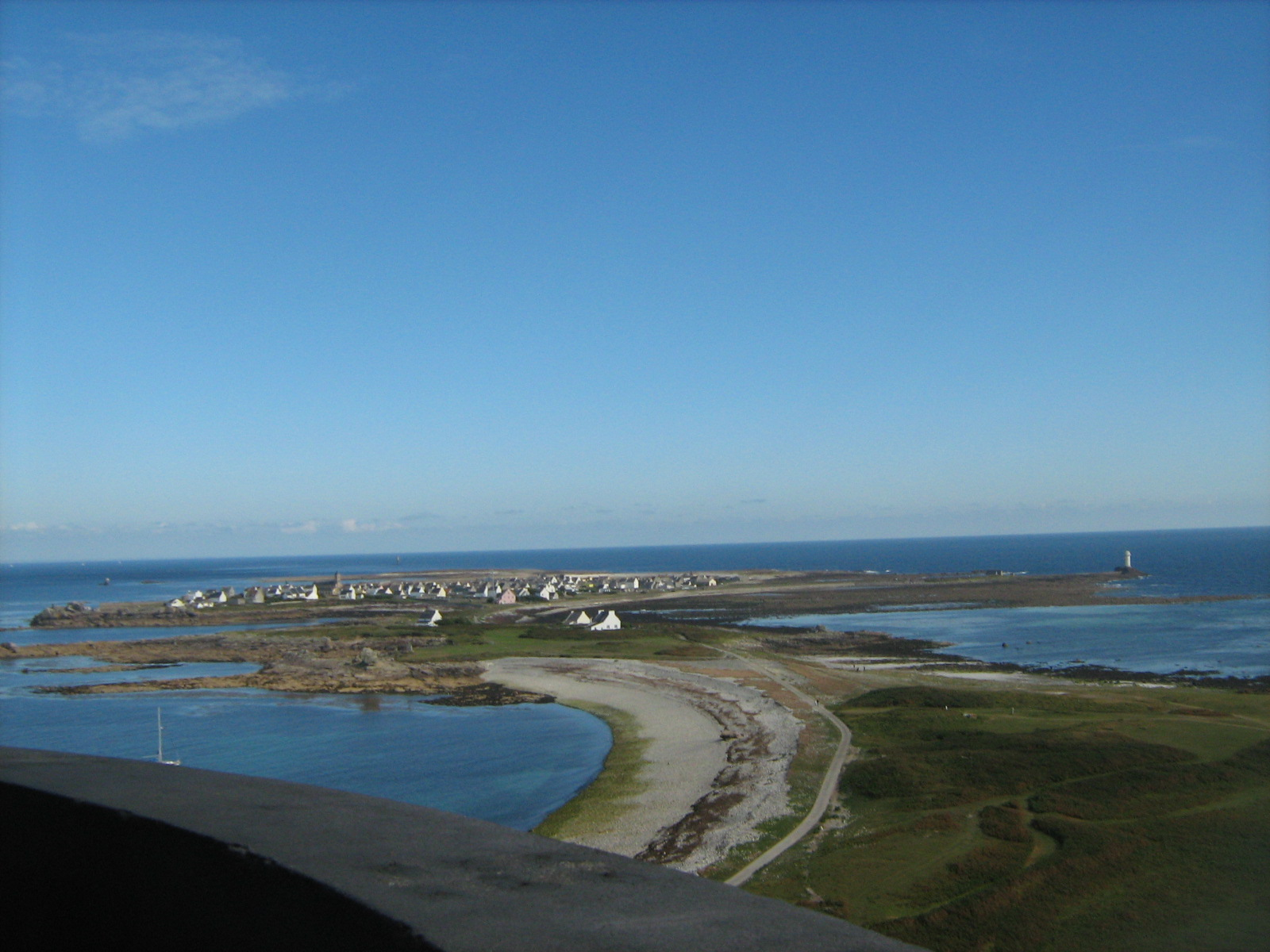
Die Ile de Sein vom Leuchtturm aus gesehen
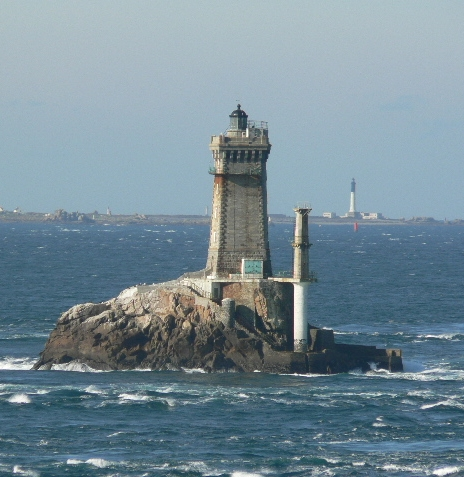
Sein vom Pointe du Raz aus gesehen, im Vordergrund der Leuchtturm la Vieille